# Повитівська сільська рада
Повитівська сільська́ ра́да (біл. Павіццеўскі сельсавет) — адміністративно-територіальна одиниця у складі Кобринського району Берестейської області Білорусі. Адміністративний центр та єдиний населений пункт — агромістечко Повіття.

## Склад
Населені пункти, що підпорядковувалися сільській раді станом на 2009 рік:
| Населений пункт | Тип          | Населення, осіб (2009) |
| --------------- | ------------ | ---------------------- |
| Повіття         | агромістечко | 1528                   |

## Населення
За переписом населення Білорусі 2009 року чисельність населення сільської ради становила 1528 осіб.

### Національність
Розподіл населення за рідною національністю за даними перепису 2009 року:
| Національність               | Осіб | Відсоток |
| ---------------------------- | ---- | -------- |
| білоруси                     | 1467 | 96,01 %  |
| українці                     | 30   | 1,96 %   |
| росіяни                      | 25   | 1,64 %   |
| поляки                       | 3    | 0,20 %   |
| національність не вказана    | 2    | 0,13 %   |
| дві та більше національності | 1    | 0,07 %   |
| Разом                        | 1528 | 100 %    |